# Niel Steenbergen
Cornelis Daniel (Niel) Steenbergen (Steenbergen, 18 de abril de 1911 - Oosterhout, 8 de marzo de 1997) fue un artista de los Países Bajos.

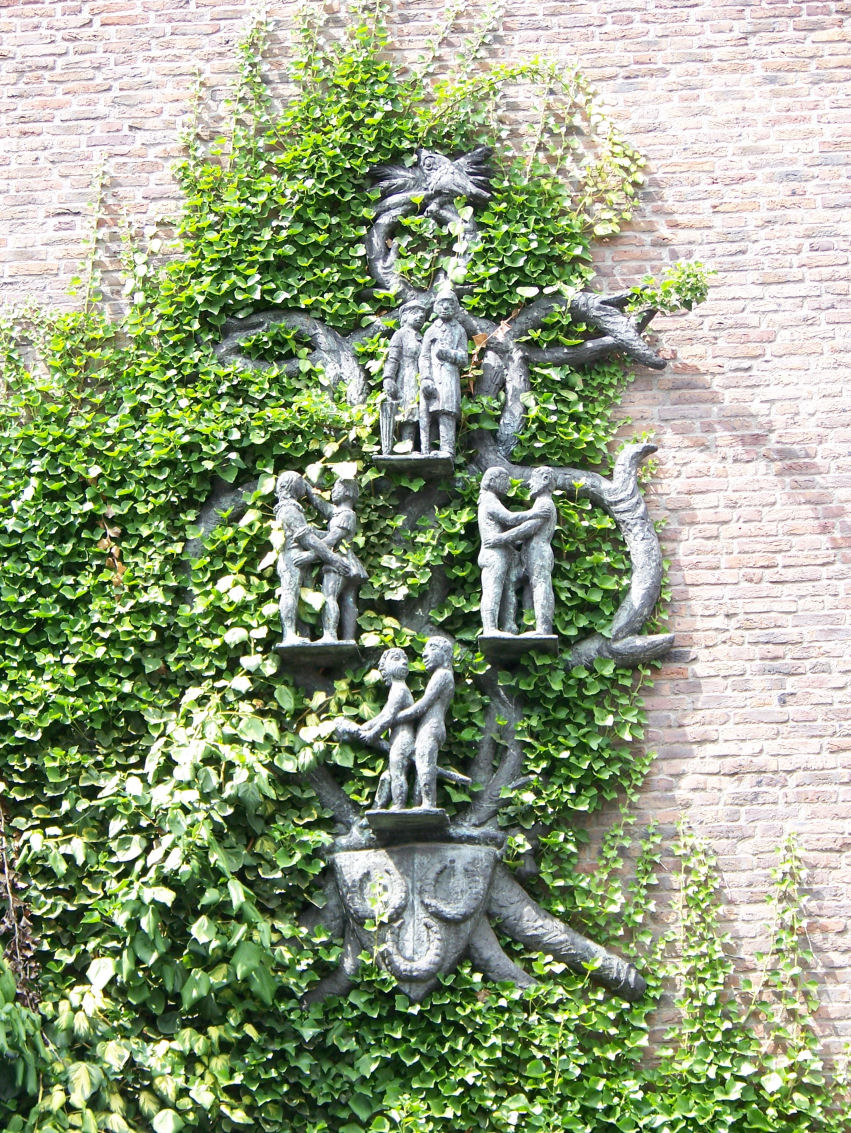
Muro de Escultura en la ciudad de Oosterhout

## Datos biográficos
Steenbergen siguió cursos en la Escuela de Artes Aplicadas de Tilburg (1929-1932), en el Instituto Superior de Bellas Artes de Amberes (1932-1934) y en la Academia Estatal de Artes Visuales en Ámsterdam (1935-1938). Estuvo activo como escultor, medallista, dibujante y orfebre. También fue docente en la Academia de Tilburg, como sucesor de Gerard Bourgonjon , uno de sus profesores. Realizó monumentos de guerra, imágenes libres, altares, púlpitos y fuentes. Como orfebre realizó los complementos de las vestiduras de los obispos de los Países Bajos (báculo , Cruz pectoral y anillo).
Fue miembro de varias asociaciones de artistas:
- Asociación Jeroen Bosch te Breda de Artistas Visuales de Brabante del Norte (1947-1955),
- la Fundación Edel de Artesanía y Artes Visuales de Brabante  (1958-1965),
- Arti et Amicitiae[2]
- y del Círculo de Escultores neerlandés.[3]

### Premios
Steenbergen ganó varios premios:
- el Premio de la Academia de Bélgica (1935),
- el oro del Premio de Roma de escultura (1938),
- la medalla de oro en el Bienal de Salzburgo (1956).
- En 1989 recibió el Medalla de la provincia de Noord Brabant.
- En 1973 fue nombrado Caballero de la Orden de Oranje-Nassau[4]
- en 1976 Caballero de la Orden de San Gregorio el Grande.[5]

## Trabajos (selección)
Entre las mejores y más conocidas obras de Wikström se incluyen las siguientes:
| Año         | Nombre                                                                                           | Localización                       | Material | Imagen |
| ----------- | ------------------------------------------------------------------------------------------------ | ---------------------------------- | -------- | ------ |
| 1952        | Judith met het hoofd van Holofernes (Judith con la cabeza de Holofernes, monumento de la guerra) | Breda                              | piedra   |        |
| 1953        | Oorlogsmonument Monumento de la guerra                                                           | Halsteren, fachada de San Martín   | piedra   |        |
| 1956        | Jager die het zwijn doodde Cazador que mató al jabalí (monumento de la guerra)                   | Helenaveen                         |          |        |
| 1958        | Monumento de la guerra                                                                           | Steenbergen                        | piedra   |        |
| 1964        | Willem van Duivenvoorde                                                                          | Oosterhout, Lukwelpark             | piedra   |        |
| 1967        | Monumento a Abraham                                                                              | Oosterhout, Slotpark (Abrahamhoek) | piedra   |        |
| desconocido | Busto a Jan Adriaanszoon Leeghwater                                                              | Middenbeemster                     | bronce   |        |